# Oswaldo Payá Sardiñas
Oswaldo Payá Sardiñas (* 29. února, 1952 Havana – 22. července 2012 La Gavina, Bayamo, Kuba) byl kubánský politický křesťanskodemokratický aktivista. Byl považován ze nejvýznamnějšího kubánského disidenta.
V roce 2002 od Evropského parlamentu obdržel Sacharovovu cenu za svobodu myšlení. Byl opakovaně nominován na Nobelovu cenu za mír. V roce 2005 jej na tuto cenu nominoval i bývalý český prezident Václav Havel spolu s kubánským disidentem a novinářem Raúlem Riverou (nyní v exilu) a Óscarem Elíasem Biscetem.

## Smrt a související spekulace
Oswaldo Payá zahynul při automobilové nehodě 22. července 2012. S ohledem na jeho obavy o život a podezřelou nehodu, kterou měl pouze měsíc předtím, se poté začaly množit spekulace o politickém atentátu.
Ze zabití z nedbalosti byl obviněn španělský řidič a politik Ángel Carromero, spolujezdec a předseda švédských mladých křesťanských demokratů Aron Modig byl po několika dnech zadržování propuštěn na svobodu. Carromero byl v říjnu 2012 na Kubě odsouzen ke čtyřem letům vězení. V době konání procesu byla krátkodobě zadržena známá kubánská blogerka Yoani Sánchez.
Ačkoli syn disidenta už dříve tvrdil, že auto s jeho otcem někdo záměrně vytlačil ze silnice, švédské ani španělské velvyslanectví to nepotvrdilo. Za příčinu tragické nehody kubánské ministerstvo označilo to, že řidič chybně brzdil v místě se špatným povrchem vozovky. Odhaduje se, že auto jelo rychlostí 120 kilometrů za hodinu, zatímco povolená rychlost byla poloviční.
Při nehodě v provincii Granma na východě země zahynul spolu s Oswaldem Payá další kubánský aktivista Harold Cepera. Podle zprávy ministerstva oba seděli vzadu a neměli zapnuté bezpečnostní pásy.